# Missão Multinacional de Apoio à Segurança no Haiti
A Missão Multinacional de Apoio à Segurança no Haiti (em inglês:  Multinational Security Support Mission in Haiti, MSS) é uma força multinacional aprovada pela resolução 2.699 do Conselho de Segurança das Nações Unidas em 2 de outubro de 2023 para ajudar o governo do Haiti a restaurar a lei e a ordem.
Será liderada pelo Quênia e coordenada com a Polícia Nacional do Haiti. Os membros da Comunidade do Caribe Jamaica, Bahamas, Guiana e Antígua e Barbuda participarão da missão. O Ministro das Relações Exteriores queniano, Alfred Mutua, disse que a Espanha, o Senegal e o Chile também podem mobilizar o seu pessoal de segurança.
Os paramilitares da Unidade de Serviços Gerais (General Service Unit; GSU) do Quênia poderão ser destacados e alguns oficiais estão a aprender a língua francesa para comunicarem no terreno. Os Estados Unidos prometeram 100 milhões de dólares em financiamento e 100 milhões de dólares em apoio facilitador.